# Zhejiang Professional FC
El Zhejiang Professional FC (xinès: 浙江职业足球俱乐部, Zhèjiāng Zhíyè Zúqiú Jùlèbù) és un club de futbol xinès de la ciutat de Hangzhou, Zhejiang. Va ser fundat el 1988 i juga a la Superlliga xinesa.
Evolució del nom:
- 1998–2009: Zhejiang Green Town FC
- 2009–2018: Hangzhou Greentown FC
- 2018–2020: Zhejiang Greentown FC
- 2020–2021: Zhejiang Energy Greentown FC
- 2021–avui: Zhejiang Professional FC